# Бочни декубитални положај
Бочни декубитални положај један је од принудних положаја који се користи у хирургији, како би тело пацијента лежало на неоперативној страни са пажљиво постављеним доњим екстремитетима између колена како би се избегао претерани спољни притисак на коштане избочине.

## Индикације
Бочни декубитални положај се обично користи:
- током операције која захтева приступ грудном кошу или ретроперитонеуму,

- у различитим окружењима када је гравитација важна у кретању гаса или контраста,
- у сврхе позиционирања пацијената за различите дијагностичке или терапијске процедуре.

Овај положај може бити користан и за гојазне пацијенте, јер у бочном положају, масно ткиво се одваја од хируршког поља, што омогућава правилну визуализацију прелома и хемостазе. 

## Опис положаја
У овом положају доњи екстремитет је донекле савијен да би се избегло истезање или компресија нерава доњих екстремитета. Горњи екстремитети се постављају испред пацијента, при чему ниједна рука није абдуцирана више од 90 степени да би се спречила повреда брахијалног плексуса; испод аксиле треба поставити аксиларну ролну како би се спречила компресија брахијалног плексуса и аксиларних васкуларних структура.
Зависни горњи екстремитет је савијен у рамену, благо савијен у лакту и причвршћен на обложеној дасци за руку са подставом испод коштаних избочина (што омогућава да се инвазивни артеријски мониторинг  постави у зависну руку и да би се боље открила компресија аксиларних васкуларних структура).
Независни горњи екстремитет је савијен у рамену и благо савијен у лакту. Често је осигуран висећим наслоном за руке, са пажњом да се рука не отме више од 90 степени и да се обложе коштане избочине.
Глава и врат се одржавају у неутралном положају како би се спречила бочна ротација и повреда истезања брахијалног плексуса (како би се водило рачуна да се избегне савијање или окретање зависног уха или неоправдани спољни притисак на зависно око).
Респираторне промене од бочне тежине медијастинума и цефаладног померања абдоминалног садржаја доводе до смањене плућне комплиансе, а бочно постављање декубитус фаворизује вентилацију независних плућа.